# Calolampra tepperi
Calolampra tepperi är en kackerlacksart som beskrevs av Kirby, W. F. 1903. Calolampra tepperi ingår i släktet Calolampra och familjen jättekackerlackor. Inga underarter finns listade.